# Fu Yuanhui
Fu Yuanhui (傅园慧T, Fù YuánhuìP; Hangzhou, 7 gennaio 1996) è una nuotatrice cinese.

## Carriera
Specializzata nel dorso e nelle distanze corte, ha vinto la medaglia di bronzo sulla distanza dei 100m ai Giochi Olimpici di Rio de Janeiro 2016. Si è, inoltre, laureata campionessa del mondo nei 50m dorso ai campionati di Kazan' 2015, disciplina nella quale è giunta seconda a Barcellona 2013 e Budapest 2017.

## Palmarès
- Giochi olimpici

Rio de Janeiro 2016: bronzo nei 100m dorso.
- Mondiali:

Barcellona 2013: argento nei 50m dorso.
Kazan' 2015: oro nei 50m dorso e nella 4x100m misti.
Budapest 2017: argento nei 50m dorso.
- Mondiali in vasca corta:

Hangzhou 2018: argento nella 4x50m misti e nella 4x100m misti.
- Giochi asiatici:

Incheon 2014: oro nei 50m dorso e nei 100m dorso.
Giacarta 2018: argento nei 50m dorso.
- Campionati asiatici

Dubai 2012: argento nei 50m dorso e nei 100m dorso.
Tokyo 2016: oro nei 50m dorso e nei 100m dorso e argento nella 4x100m misti.
- Mondiali giovanili

Lima 2011: argento nei 100m dorso e bronzo nei 200m sl.